# Sepp Ferstl
Josef „Sepp“ Ferstl (* 6. April 1954 in Ruhpolding) ist ein ehemaliger deutscher Skirennläufer.

## Biografie
Von 1968 bis 1972 absolvierte Sepp Ferstl eine Ausbildung zum Kfz-Mechaniker. 1974 rückte Ferstl vom C-Kader des Deutschen Skiverbandes in die Nationalmannschaft auf. Am 18. Februar 1977 feierte Sepp Ferstl mit seinem zweiten Platz in der Abfahrt in Laax im Rahmen der Arlberg-Kandahar-Rennen, zusammen mit dem am 6. Februar  in St. Anton am Arlberg ausgetragenen Slalom, in der Kombination seinen ersten Weltcupsieg. Bei den Weltmeisterschaften 1978 in Garmisch wurde er Vierter in der Abfahrt, danach Vizeweltmeister in der Kombination. Er gewann 1978 (zeitgleich mit Josef Walcher) und 1979 die Hahnenkamm-Abfahrt auf der Streif in Kitzbühel. Dies sollten seine einzigen Einzelsiege im Weltcup bleiben. Außer ihm haben lediglich Ludwig Leitner (1965) und Thomas Dreßen (2018) als Deutsche eine Abfahrt auf der Streif gewonnen. 1977 wurde Sepp Ferstl Deutscher Meister im Riesenslalom. In seiner Paradedisziplin, der Abfahrt, wurde von 1974 bis 1980 nur ein Rennen ausgetragen und damit nur ein einziger Meistertitel vergeben, den Sepp Ferstl im Jahr 1976 gewann.
Nach einer langen Verletzungspause erklärte Ferstl 1981 einen Tag vor der ersten Weltcup-Abfahrt des Jahres in Val-d’Isère seinen Rücktritt vom alpinen Skisport. Er betreibt heute ein Fuhrunternehmen in Siegsdorf. Sein Sohn Josef Ferstl war ebenfalls Skirennläufer und erreichte wie sein Vater zwei Weltcupsiege in der Abfahrt.

## Erfolge

### Olympische Spiele (auch WM)
- Innsbruck 1976: 17. Abfahrt, 20. Slalom, 28. Riesenslalom
- Lake Placid 1980: 25. Slalom, 34. Riesenslalom

### Weltmeisterschaften
- St. Moritz 1974: 11. Abfahrt
- Garmisch-Partenkirchen 1978: 2. Kombination, 4. Abfahrt

### Weltcupwertungen
| Saison  | Gesamt | Gesamt | Abfahrt | Abfahrt | Kombination | Kombination |
| Saison  | Platz  | Punkte | Platz   | Punkte  | Platz       | Punkte      |
| ------- | ------ | ------ | ------- | ------- | ----------- | ----------- |
| 1973/74 | 49.    | 3      | 21.     | 3       | –           | –           |
| 1974/75 | 41.    | 8      | –       | –       | –           | –           |
| 1975/76 | 38.    | 12     | 21.     | 5       | 9.          | 9           |
| 1976/77 | 11.    | 97     | 6.      | 46      | –           | –           |
| 1977/78 | 14.    | 41     | 5.      | 49      | –           | –           |
| 1978/79 | 27.    | 56     | 8.      | 63      | –           | –           |
| 1979/80 | 37.    | 24     | 20.     | 14      | 15.         | 10          |

### Weltcupsiege
Ferstl errang insgesamt 6 Podestplätze, davon 3 Siege:
| Datum               | Ort                       | Land               | Disziplin   |
| ------------------- | ------------------------- | ------------------ | ----------- |
| 6./18. Februar 1977 | Laax/St. Anton am Arlberg | Schweiz/Österreich | Kombination |
| 21. Januar 1978     | Kitzbühel                 | Österreich         | Abfahrt *   |
| 20. Januar 1979     | Kitzbühel                 | Österreich         | Abfahrt     |

* zeitgleich mit Josef Walcher